# Letton (Wigmore)
Letton – osada w Anglii, w hrabstwie Herefordshire. Letton jest wspomniana w Domesday Book (1086) jako Lectune.